# Places (альбом)
| Оценки критиков | Оценки критиков |
| Источник        | Оценка          |
| --------------- | --------------- |
| AllMusic        | [ 1 ]           |

Places (с англ. — «Места») — второй студийный альбом американской исполнительницы Лии Мишель. Релиз альбома состоялся 28 апреля 2017 под руководством лейбла Columbia Records. Релиз лид-сингла под названием «Love Is Alive» состоялся 3 марта 2017 года.
Альбом получил смешанные отзывы от критиков, а вот вокальное исполнение Мишель получило больше положительных отзывов. В США альбом был продан тиражом более 16 000 копий в первую неделю, дебютировав под № 28 в чарте Billboard 200. В Великобритании альбом дебютировал под № 37 в чарте UK Albums Chart. В Канаде альбом достиг 21-го места в первую неделю релиза. Помимо лид-сингла сингла «Love Is Alive», в поддержку альбома было выпущено 3 промосингла: «Anything’s Possible», «Run To You» и «Getaway Car». Авторы песен, которые представлены на альбоме, включают таких исполнителей как Элли Голдинг, Линду Перри и Александру Сэвйор.

## Создание и запись альбома
Запись второго студийного альбома Лии началась в апреле 2015 года. Вскоре, в процессе записи, Мишель заявила, что альбом будет менее направлен в стилистику поп-влияния, чем её дебютная работа, и «вернётся к своим корням», с более театральным и драматичным звучанием.
11 января 2017 года Лиа объявила в социальных сетях, что она отправится в мини-тур в конце того же месяца после релиза альбома, для продвижения своей второй работы. Она написала: «Мои невероятные поклонники всегда со мной. Вы вдохновляете меня. Вы поддерживаете меня, подбадриваете и поднимаете мне настроение. При подготовке к предстоящему альбому, я хотела, чтобы вы все знали, насколько вы важны для меня. Эти концерты — это быстрый взгляд на мой предстоящий альбом, а также песни из Louder и может быть…даже несколько песен из Glee.» Мини-тур «Интимный вечер с Лиа Мишель» состоял из трех концертов: в Лос-Анджелесе, Нью-Йорке и Санта-Монике, которые начались 23 января в Hotel Café и закончились 30 января на Broad Stage. 26 января 2017 года, когда мисс Мишель была в середине своего мини-тура, она объявила, что второй альбом будет называться Places. Данное название — это отсылка к «местам», которые находятся в живом театре.

## Синглы
«Love Is Alive» — лид-сингл с альбома. Релиз трека состоялся 3 марта 2017 года. Видеоклипа к песне нет. Есть только минутный чёрно-белый тизер, где мисс Мишель стоит на сцене и эмоционально исполняет данный трек.
Так же, в поддержку альбома было выпущено 3 промосингла: «Anything’s Possible», «Run to You» и «Getaway Car».

## Коммерческий успех
В Соединенных Штатах, альбом дебютировал под № 28 на Billboard 200, более чем с 16 000 проданных копий в первую неделю.

## Список композиций
| №                   | Название               | Автор(ы)                                           | Продюсеры           | Длительность |
| ------------------- | ---------------------- | -------------------------------------------------- | ------------------- | ------------ |
| 1.                  | «Love Is Alive»        | Chantal Kreviazuk Nathan Chapman                   | Xandy Barry         | 3:37         |
| 2.                  | «Heavy Love»           | Christopher Braide Alexandra Hughes Thomas Hull    | Xandy Barry         | 3:40         |
| 3.                  | «Proud»                | Ruth-Anne Cunningham John Shanks                   | John Shanks         | 3:00         |
| 4.                  | «Believer»             | Fransisca Hall Anjulie Persaud Jesse Shatkin       | Jesse Shatkin       | 3:56         |
| 5.                  | «Run to You»           | Alexandra Tamposi Stephen Wrabel Nick van de Wall  | John Shanks         | 3:38         |
| 6.                  | «Heavenly»             | Ellie Goulding Richard Stannard Ash Howes          | Kyle Moorman        | 3:45         |
| 7.                  | «Anything's Possible»  | Maureen McDonald Tim Myers                         | Jon Levine          | 3:47         |
| 8.                  | «Getaway Car»          | Dana Parish Andrew Hollander Alexandra Tamposi     | Andrew Hollander    | 3:30         |
| 9.                  | «Sentimental Memories» | Linda Perry Alexandra McDermott                    | John Shanks         | 4:30         |
| 10.                 | «Tornado»              | Chloe Angelides Michael Fitzpatrick Fransisca Hall | Toby Gad            | 3:23         |
| 11.                 | «Hey You»              | Lea Michele Alexandra Tamposi Stephen Wrabel       | John Shanks         | 3:07         |
| Общая длительность: | Общая длительность:    | Общая длительность:                                | Общая длительность: | 39:53        |

| №                   | Название            | Автор(ы)            | Авторы                                                                           | Длительность |
| ------------------- | ------------------- | ------------------- | -------------------------------------------------------------------------------- | ------------ |
| 12.                 | «Truce»             | Bonnie McKee        | Joleen Belle Stephan Moccio Julia Michaels                                       | 3:18         |
| 13.                 | «Letting Go»        | Bonnie McKee        | Chloe Angelides Lea Michele Alexandra Tamposi Molly Morgenstern Olivier Geoffroy | 3:13         |
| Общая длительность: | Общая длительность: | Общая длительность: | Общая длительность:                                                              | 46:24        |

## Команда, работавшая над альбомом
Адаптировано с AllMusic.
Исполнители
| - Lea Michele — вокал / основной исполнитель - Alexandra Tamposi — бэк-вокал - John Shanks — бэк-вокал - Kyle Moorman — бэк-вокал | Креативщики и менеджмент - Amanda Berman — A&R - Alexandra Tamposi — A&R - Shari Sutchliffe — координация производства / заключение контрактов - Maria P. Marulanda — арт-директор / дизайнер - Lea Michele — арт-директор / дизайнер - Eric Ray Davidson — фотограф |

Технический персонал
- John Shanks — клавишные / фортепиано / электро-гитара / басс / программирование / инженеринг / продюсирование
- Xandy Barry — клавишные / гитара / ударные / оркестровая аранжировка / сведение / программирование / инженеринг / продюсирование
- John Levine — клавишные / фортепиано / басс / программирование ударных / инженеринг / продюсирование
- Kyle Moorman — гитара / перкуссия / цифровой монтаж / программирование / инженеринг / продюсирование
- Jesse Shatkin — фортепиано / басс / ударные / синтезирование / программирование / инженеринг / продюсирование
- Andrew Hollander — фортепиано / ударные / Меллотрон / инженеринг / продюсирование / сведение
- Jamie Muhoberac — клавишные / фортепиано / программирование
- Toby Gad — аппаратура / организация / продюсирование
- Alexandra Tamposi — вокальное продюсирование / вокальная перкуссия
- Suzy Shinn — вокальный инженеринг
- Joe LaPorta — мастеринг
- Joe Zook — сведение
- Michael H. Brauer — сведение
- Manny Marroquin — сведение
- Chris Galland — инженеринг по сведению
- Steve Vealey — ассистент по сведению
- Paul Lamalfa — инженеринг / цифровой монтаж
- Sam Dent — инженеринг
- Taylor Crommie — ассистент по инженерингу
- Seth Olansky — ассистент по инженерингу
- Chantal Kreviazuk — фортепиано
- Linda Perry — фортепиано
- Jon Sosin — гитара
- Aaron Sterling — ударные
- Simon Huber — виолончель
- Robin Florentine — ассистент
- Jeff Jackson — ассистент

## Чарты
| Чарт (2017)                           | Пиковая позиция |
| ------------------------------------- | --------------- |
| Австралия (ARIA)                      | 25              |
| Бельгия/Фландрия (Ultratop)           | 32              |
| Бельгия/Валлония (Ultratop)           | 68              |
| Канада (Canadian Albums Chart)        | 21              |
| Франция (SNEP)                        | 148             |
| Ирландия (IRMA)                       | 82              |
| Италия (Classifica album)             | 34              |
| New Zealand Heatseekers Albums (RMNZ) | 2               |
| Шотландия (Scottish Albums Chart)     | 31              |
| Швейцария (Schweizer Hitparade)       | 38              |
| Великобритания (UK Albums Chart)      | 37              |
| США (Billboard 200)                   | 28              |